# Ferencz László (vegyészmérnök)
Ferencz László (Nyárádremete, 1961. szeptember 14.) vegyészmérnök, egyetemi docens.

## Életútja
1961-ben született a Maros megyei Nyárádremete községben. Általános- és középiskolai tanulmányait Marosvásárhelyen a Bolyai Farkas Líceumban végezte.
A Babeș–Bolyai Tudományegyetem Vegyészmérnöki szakán szerzett diplomát 1986-ban. Ugyanott védte meg doktori disszertációját 2002-ben, Új akridinvázas szulfonamidok címmel.
1994 és 2003 között a Marosvásárhelyi Orvosi és Gyógyszerészeti Egyetem tanársegéde, majd adjunktusa, 2003 és 2023 között pedig docens a Sapientia Erdélyi Magyar Tudományegyetem Marosvásárhelyi (Műszaki és Humántudományok) Karán.
2003 és 2006 között a Műszaki és Humántudományok Kar kancellárja, 2007 és 2008 között pedig a Kertészmérnöki Tanszék vezetője.
2003-tól a Magyar Tudományos Akadémia Köztestületének tagja.
Több egyetemi tankönyv és szakkönyv szerzője, illetve társszerzője.
Tudományos munkásságát a gyógyszerszintézis, új akridinvegyületek szintézise, a mennyiségi szerkezet-hatás összefüggések (QSAR), a számítógépes gyógyszer-tervezés (CADD) és molekulamodellezés, a retrometabolizmus és a környezeti kémia területén végzi.

## Munkái
- Virtual Screening and Docking Active Ingredients Archiválva 2016. augusztus 15-i dátummal a Wayback Machine-ben (társszerző). Lambert Academic Publishing, Saarbrücken, Germany, 2015.  Archiválva 2016. augusztus 15-i dátummal a Wayback Machine-ben, 365978043X, EAN 9783659780431.
- A gyógyszertervezés alapjai (társszerző). Marosvásárhely 1999. ISBN 973-96509-2-9.
- A szerves kémia alapjai. Marosvásárhely 2005. ISBN 973-7788-64-8.
- Elemek és vegyületeik. Marosvásárhely 2005. ISBN 973-7788-69-9.
- Pesticides. Marosvásárhely 2006. ISBN 973-7788-39-7.
- Analize instrumentale. Egyetemi jegyzet -társszerző, Marosvásárhelyi OGyE, 1994.
- Sistemul FoxPro pentru farmacişti. Egyetemi jegyzet, Marosvásárhelyi OGyE, 1996.
- Prelucrarea datelor experimentale. Egyetemi jegyzet, Marosvásárhelyi OGyE, 1997.
- Utilaj chimic în industria medicamentelor. Egyetemi jegyzet, Marosvásárhelyi OGyE, 2003.
- Általános és szervetlen kémia. Egyetemi jegyzet, Sapientia EMTE, 2005.

Több mint 80 tudományos közleménye jelent meg hazai és külföldi szakfolyóiratokban, konferencia-anyagokban.